# Rallye Dakar 1987

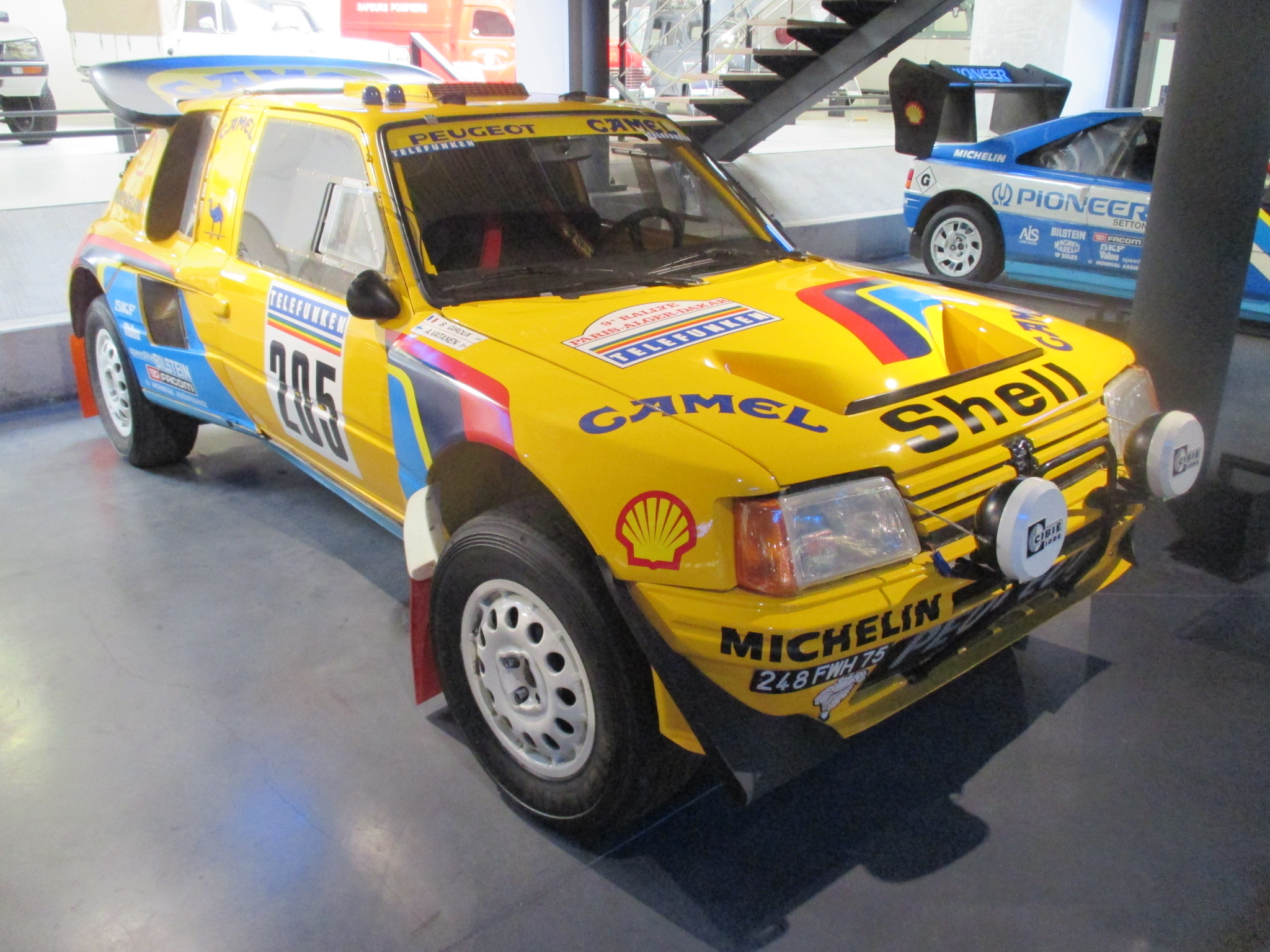
Siegerfahrzeug Peugeot 205 von Ari Vatanen

Die Rallye Dakar 1987 (9e Rallye Paris-Alger-Dakar) war die 9. Ausgabe der Rallye Dakar. Sie begann am 1. Januar 1987 in Versailles und endete am 22. Januar 1987 in Dakar.
Die Strecke führte über 13.000 km (davon 8.315 Wertungskilometer) durch Frankreich, Algerien, Niger, Mali, Mauretanien und Senegal.
An der Rallye nahmen insgesamt 539 Teilnehmer – 312 PKW, 154 Motorräder und 73 LKW teil.

## Endwertung

### Motorräder
|    | Fahrer        | Fahrzeug   |
| -- | ------------- | ---------- |
| 1. | Cyril Neveu   | Honda NXR  |
| 2. | Edi Orioli    | Honda NXR  |
| 3. | Gaston Rahier | BMW R80 GS |

### PKW
|    | Fahrer            | Fahrzeug                    |
| -- | ----------------- | --------------------------- |
| 1. | Ari Vatanen       | Peugeot 205                 |
| 2. | Patrick Zaniroli  | Range Rover                 |
| 3. | Kenjirō Shinozuka | Mitsubishi Pajero Evolution |

### LKW
Im Jahr 1987 gab es offiziell keine Einzelwertung für LKW, diese wurden zusammen mit den PKW gewertet.
|    | Fahrer        | Fahrzeug |
| -- | ------------- | -------- |
| 1. | Jan de Rooy   | DAF 3300 |
| 2. | Karel Loprais | Tatra    |
| 3. | Moskal        | Liaz     |